# Talsi
Talsi  (en alemán: Talsen) es un pueblo que es centro administrativo del municipio de Talsi, ubicado al noroeste de Letonia y localizado en la región histórica de Curlandia. Su población en el año 2016 era de 10 377 habitantes.
La localidad es conocida como «La ciudad de las nueve colinas» ya que está rodeada por los cerros de Pilskalns, Ķēniņkalns, Leču kalns, Tiguļu kalns, Sauleskalns, Baznīckalns, Krievragkalns, Vilkmuižas kalns y Dzirnavkalns. Se ubica entre dos lagos, Talsi y Vilkmuiža.
Fue mencionada por primera vez en el tratado entre los miembros más viejos de los curonios que habitaban el lugar y el enviado del papa, Baldwin von Alna. A fines del siglo XIII, fuerzas alemanas levantaron un castillo en la localidad. En el siglo XV, artistas y comerciantes germanos se asentaron en el pueblo feudal. Sobrevivió a las plagas de 1657 y 1710, y un gran incendio en 1733.

## Personas notables
- Intars Busulis (1978), músico.
- Oswald Schmiedeberg (1838-1921), médico, uno de los padres de la farmacología.